# 宜冲桥乡
宜冲桥乡，是中华人民共和国湖南省张家界市慈利县下辖的一个乡镇级行政单位。

## 行政区划
宜冲桥乡下辖以下地区：
宜冲桥村、沙刀村、长兴村、茅坪村、杨家桥村、楠竹村、月亮台村、渔米渡村、夏家坪村、黄泥桥村、下马鞍村、任家坪村、九龙村、歇驾庄村、长岭岗村、廖家峪村、赤生峪村、龙象庵村、岩峪村和官庄村。